# Kaple svatého Odila (Žireč)
Hřbitovní Kaple svatého Odila (v dokumentaci Národního památkového ústavu uváděná jako kaple svatého Odilona) je římskokatolická kaple v Žirči, části města Dvůr Králové nad Labem. Patří do farnosti Dvůr Králové nad Labem. Vlastníkem kaple je Město Dvůr Králové nad Labem. Kaple je chráněna jako kulturní památka.

## Fotogalerie

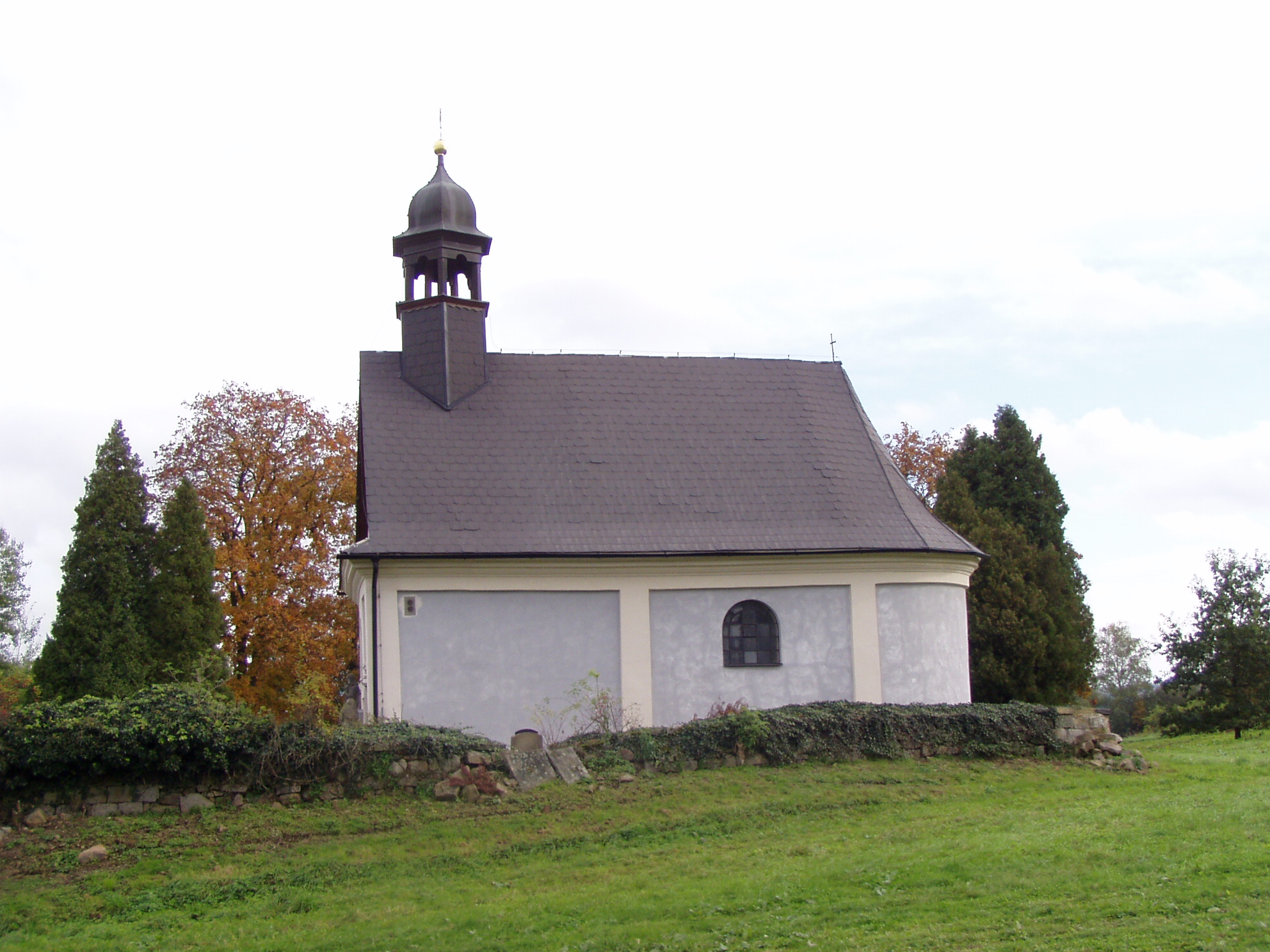
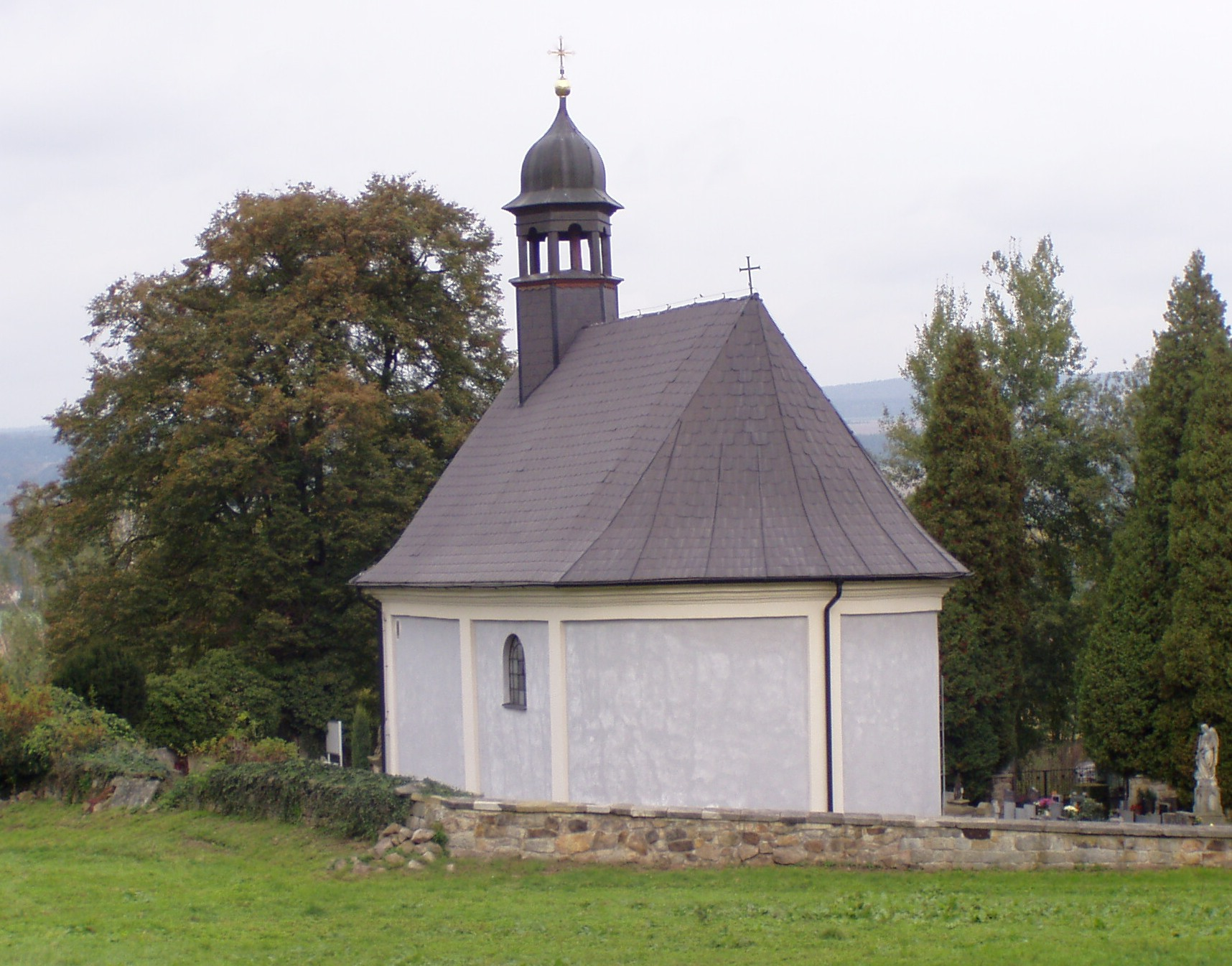